# Doljanovci
Doljanovci is een plaats in de gemeente Kaptol in de Kroatische provincie Požega-Slavonië. De plaats telt 255 inwoners (2001).